# Oostwijk (Vlaardingen)
Oostwijk is een wijk ten oosten van de Oude Haven in de Zuid-Hollandse stad Vlaardingen. De wijk ligt globaal ten zuiden van de Westlandse weg (de oude gemeentegrens met Vlaardinger-Ambacht) en de Hoekse Lijn. In het zuiden wordt de wijk begrensd door de Nieuwe Maas en in het oosten door de A4 en de gemeente Schiedam.
In 2023 telde de Oostwijk 7.390 inwoners op een oppervlakte van 248 ha. Een groot deel van de wijk geldt als beschermd stadsgezicht. De woonwijken zijn gebouwd voor de Tweede Wereldoorlog; het gebied ten zuiden van de Hoekse Lijn is een haven- en industriegebied.
Aan de oostzijde van de wijk ligt het metrostation Vlaardingen Oost.
Stad: Vlaardingen

Wijken: Centrum · Holy · Oostwijk · Vlaardingerambacht · Westwijk

Buurtschap: Zuidbuurt

Zuid-Holland: Steden en dorpen      Nederland: Provincies · Gemeenten